# Tosa (cuirassé)
Pour les articles homonymes, voir Tosa.
Le Tosa (土佐) était un cuirassé de la Marine Impériale Japonaise. Conçu par Yuzuru Hiraga, il devait être le navire de tête de deux navires de 40 540 t de classe Tosa. Les cuirassés auraient été armés avec dix canons de 410 mm (16,1 inches), et auraient rapproché le Japon de son objectif d'une flotte "huit-quatre" (de huit navires de guerre et quatre croiseurs de bataille). Cependant, après la Conférence Navale de Washington et la signature du Traité Naval de Washington, tous les travaux sur le navire ont été arrêtés. Le navire devant être détruit conformément aux termes du traité, le Tosa, incomplet, a ensuite été soumis à différents tests pour évaluer l'effet des armes japonaises avant d'être sabordé le 9 février 1925.

## Conception et construction

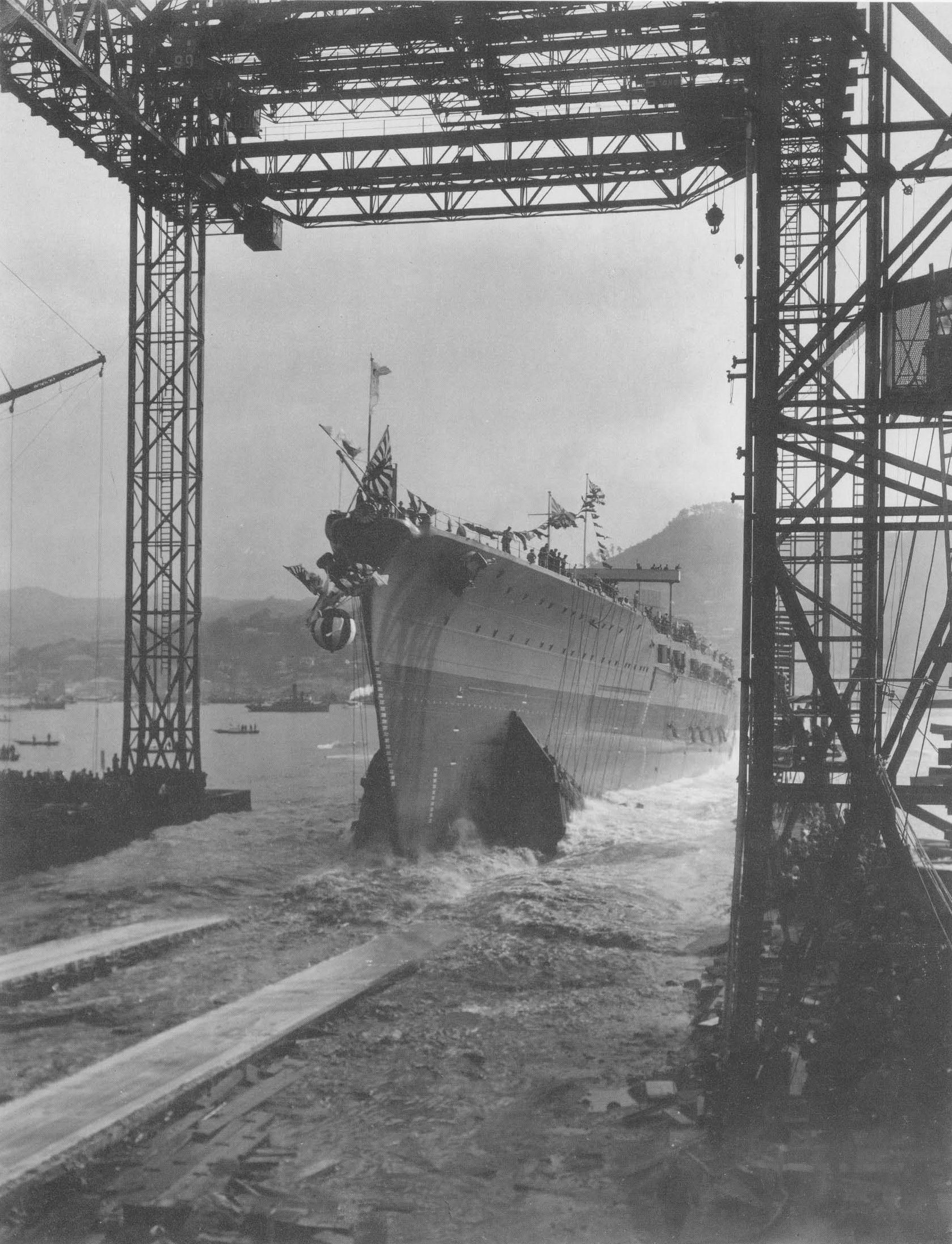
Lancement du Tosa depuis les chantiers navals de Nagasaki.

Conçu par Yuzuru Hiraga, le Tosa était destiné à faire partie d'une flotte japonaise "Huit-quatre", composée de huit cuirassés et de quatre croiseurs de bataille, le successeur de la proposition de flotte « Huit-huit ». Tosa et son sister-ship Kaga ont été prévus pour être le deuxième ensemble de cuirassés haute vitesse (après le classe Nagato) dans le cadre du plan, et dont la construction a été approuvée au cours de la diète du Japon du 14 juillet 1917 concernant l'autorisation de construction des navires de guerre. L'ingénierie des modèles pour les deux navires a été effectuée par les ingénieurs de la marine japonaise en 1919. Basé sur des études japonaises de l'expérience britannique lors de la bataille du Jutland, les navires furent conçus pour inclure de nouvelles fonctionnalités sur des conceptions précédentes, notamment l'accroissement de la vitesse-vapeur, malgré l'augmentation du tonnage, le rinçage des ponts, et le blindage incliné,,.